# Коритово (Куявсько-Поморське воєводство)
Коритово (пол. Korytowo) — село в Польщі, у гміні Буковець Свецького повіту Куявсько-Поморського воєводства.
Населення — 346 осіб (2011).
У 1975-1998 роках село належало до Бидгощського воєводства.

## Демографія
Демографічна структура станом на 31 березня 2011 року:
|          | Загалом | Допрацездатний вік | Працездатний вік | Постпрацездатний вік |
| -------- | ------- | ------------------ | ---------------- | -------------------- |
| Чоловіки | 188     | 53                 | 118              | 17                   |
| Жінки    | 158     | 38                 | 92               | 28                   |
| Разом    | 346     | 91                 | 210              | 45                   |